# Sport Clube Humaitá
O Sport Clube Humaitá é um clube brasileiro de futebol, da cidade de Porto Acre, no estado do Acre. Foi fundado em 15 de março de 2003, profissionalizando-se apenas em 2015 para disputar a Segunda Divisão estadual. Em 2016, sagrou-se campeão da segunda divisão do Campeonato Acriano. Em 2022, pela primeira vez, foi campeão da Primeira Divisão acriana.

## Títulos

### Competições oficiais
| ESTADUAIS | ESTADUAIS                        | ESTADUAIS | ESTADUAIS  |
|           | Competição                       | Títulos   | Temporadas |
| --------- | -------------------------------- | --------- | ---------- |
|           | Campeonato Acriano               | 1         | 2022       |
|           | Campeonato Acriano - 2.ª Divisão | 1         | 2016       |

## Artilheiros
| Artilharia | Artilharia                       | Artilharia | Artilharia |
| Atleta     | Competição                       | Ano        | Gols       |
| ---------- | -------------------------------- | ---------- | ---------- |
| Ley        | Campeonato Acriano - 2.ª Divisão | 2016       | 3          |
| Thiago     | Campeonato Acriano - 2.ª Divisão | 2016       | 3          |

## Desempenho em competições oficiais

### Participações
|  | Participações em 2025 |

| Competição | Competição         | Temporadas | Melhor campanha                | Estreia | Última | P | R |
| Acre       | Campeonato Acriano | 9          | Campeão (2022)                 | 2017    | 2025   |   | – |
| Acre       | Segunda Divisão    | 2          | Campeão (2016)                 | 2015    | 2016   | 1 |   |
|            | Copa Verde         | 5          | Oitavas de final (2022 e 2023) | 2019    | 2025   |   |   |
| Brasil     | Série D            | 4          | 42° lugar (2023)               | 2022    | 2025   | – |   |
| Brasil     | Copa do Brasil     | 4          | 1ª fase (4 vezes)              | 2022    | 2025   |   |   |

### Competições nacionais
Copa do Brasil
| Ano  | 2022 | 2023 | 2024 | 2025 |
| Pos. | 53º  | 86º  | 53º  | 61º  |
| ---- | ---- | ---- | ---- | ---- |

Campeonato Brasileiro - Série D
| Ano  | 2022 | 2023 | 2024 | 2025 |
| Pos. | 60º  | 42º  | 64º  | 64º  |
| ---- | ---- | ---- | ---- | ---- |

### Competições regionais
Copa Verde
| Ano  | 2019 | 2020 | 2021 | 2022 | 2023 | 2024 | 2025 |
| Pos. | 22º  | —    | —    | 15º  | 10º  | 19º  | 19º  |
| ---- | ---- | ---- | ---- | ---- | ---- | ---- | ---- |

### Competições estaduais
Campeonato Acriano
| Ano  | 2010 | 2011 | 2012 | 2013 | 2014 | 2015 | 2016 | 2017 | 2018 | 2019 |
| Pos. | —    | —    | —    | —    | —    | —    | —    | 5º   | 5º   | 8º   |
| Ano  | 2020 | 2021 | 2022 | 2023 | 2024 | 2025 |      |      |      |      |
| Pos. | 6º   | 2º   | 1º   | 2º   | 2º   | 5º   |      |      |      |      |
| ---- | ---- | ---- | ---- | ---- | ---- | ---- | ---- | ---- | ---- | ---- |

Campeonato Acriano - Segunda Divisão
| Ano  | 2015 | 2016 |
| Pos. | 4º   | 1º   |
| ---- | ---- | ---- |

Legenda:
| Campeão |